# Ilhas Snares

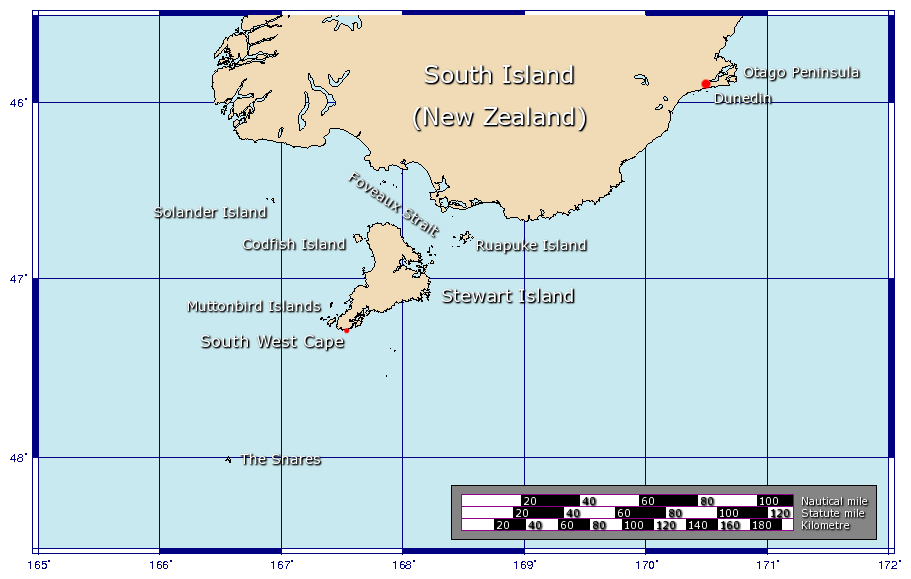
Ilhas Snares localizadas ao sul da Nova Zelândia

Ilhas Snares são um grupo de ilhas periféricas da Nova Zelândia no Oceano Pacífico, 105 quilômetros a sudoeste da ilha Stewart. Composto por uma ilha maior e várias ilhotas rochosas, o grupo é de origem vulcânica e tem área total de 3,4 quilômetros quadrados. A ilha maior, com altitude máxima de 189 metros, é cercada por falésias. O clima é frio, ventoso e úmido; a vegetação é baixa floresta (cuja espécie principal, Olearia lyallii, cobre 80% da ilha principal) e cobertura de turfa. Foram descobertas pelos europeus em 1791, durante a Expedição Vancouver, embora os maoris já fossem capazes de avistá-las a olho nu em dias ensolarados, a partir da extremidade sul da ilha Stewart, chamando-as Tini Heke.